# اگنهاوزن
اگنهاوزن (به آلمانی: Egenhausen) یک شهر در آلمان است که در بادن-وورتمبرگ واقع شده‌است. اگنهاوزن ۱٬۹۸۶ نفر جمعیت دارد.